# Théodore Ratisbonne
Pour les articles homonymes, voir Ratisbonne (homonymie).
Pour les autres membres de la famille, voir Famille Ratisbonne.
Le Père Théodore Ratisbonne, né le 28 décembre 1802 à Strasbourg et mort le 10 janvier 1884 à Paris, est un prêtre français .
De confession juive il se convertit au catholicisme et devient prêtre. Prédicateur et écrivain distingué, il est le directeur de l'archiconfrérie des Mères chrétiennes et fonde en 1843 la Congrégation de Notre-Dame de Sion avec l'aide de son frère cadet, Alphonse Ratisbonne. Grand prosélyte, il est aussi le directeur spirituel du Père Hermann Cohen.

## Biographie

### Jeunesse
Théodore Ratisbonne était l'un des dix enfants d'Auguste et Adélaïde Cerfberr. Le nom de sa famille provient de la ville allemande de Regensburg. Il est issu d'une famille de banquiers juifs de Strasbourg et le petit-fils du philanthrope et homme politique Cerf Beer. Son père, Auguste, était président du consistoire du Bas-Rhin et vice-président du Comité cantonal des écoles israélites de Strasbourg.
Il fait ses études au Collège royal de sa ville natale puis étudie le droit. À l'âge mûr, il est considéré comme quelqu'un d'important dans sa communauté, qui le choisit à l'unanimité pour remplacer son ami Samson Libermann après la conversion de ce dernier au catholicisme en 1824.

### Parcours religieux

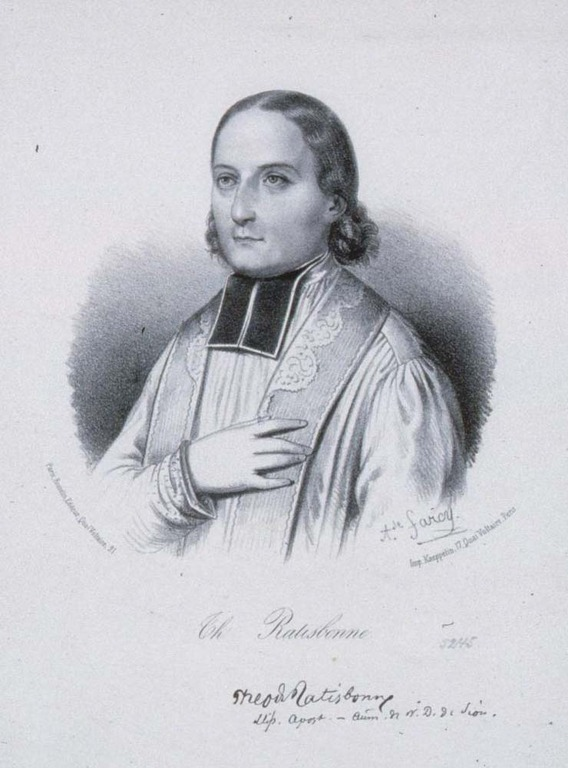
Théodore Rastibonne par A. Farcy, XIXe siècle.

La conversion de Libermann et de deux autres de ses amis, Émile Dreyfus et Alfred Mayer, le conduit à étudier la Bible et l'histoire de l'Église. Il y réfléchit pendant deux années et, finalement, demande le baptême en 1826. Ayant reçu la catéchèse de Louise Humann et de Louis Eugène Marie Bautain, il se fait baptiser en secret en 1827. Il ajoute à son prénom celui de « Marie » et devint donc « Marie-Théodore Ratisbonne ». Il étudie la médecine et entre au séminaire puis est ordonné prêtre en 1830.
D'abord professeur au Petit Séminaire puis vice-recteur de la cathédrale de Strasbourg, il travaille dans son diocèse natal jusqu'en 1840, date à laquelle il devient vicaire et sous-directeur de la confrérie de Notre-Dame-des-Victoires à Paris où il rejoint l’Abbé Desgenettes, fondateur de l’archiconfrérie du Très Saint et Immaculé Cœur de Marie pour la conversion des pécheurs, une association de prière, dont il devient le sous-directeur, et qui, bien qu'à ses débuts, témoigne de conversions miraculeuses en abondance.
C'est pendant son séjour dans cette ville, en 1842, que son frère Alphonse, un libre-penseur hostile à toute forme de religion, est soudain converti à Rome, et lui suggère de créer un foyer pour l'éducation catholique des enfants juifs. Il séjourne à Juilly dans le nouvel Institut de Saint-Louis fondé par Bautain et Humann (1842). Il reçoit alors les deux filles d'une dame juive qu'il convertit par la suite. Le même été, il se rend à Rome, où le pape Grégoire XVI le fait chevalier de l'ordre de Saint-Sylvestre, le félicite pour sa Vie de saint Bernard et agrée sa demande de travailler à la conversion des Juifs.

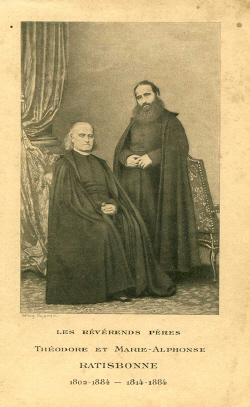
Théodore avec son frère Alphonse.

#### Prosélytisme
Dès l'année suivante, en 1843, il fonde la Congrégation de Notre-Dame de Sion en action de grâce pour la conversion de son frère et en est nommé le supérieur général. Des maisons s'ouvrent alors pour l'éducation chrétienne des garçons et des filles juifs. Le pape Pie IX donne à Théodore Ratisbonne de nombreuses marques de son affection, et Léon XIII le nomme protonotaire apostolique.
Avec cette congrégation, Théodore Ratisbonne puis son frère Alphonse mènent campagne incessante pour convertir les israélites. En 1845, un scandale éclate quand le frère du mathématicien Olry Terquem, le docteur Lazare Terquem, est converti de force sur son lit de mort par l’abbé Théodore Ratisbonne, en présence de sa femme et de sa belle-famille (les époux Daniel) qui abjurent en 1847. Cette affaire interpelle les membres du Consistoire et l'avocat Adolphe Crémieux qui protestent contre cette prétendue conversion au catholicisme auprès des autorités, sans obtenir gain de cause. Olry Terquem précise que son frère Lazare « […] était non seulement israélite, mais encore anti-catholique au suprême degré », et condamne avec énergie le comportement du père Théodore Ratisbonne qui, « […] travaillé d’une maladie qu’on peut appeler la baptisalgie, serait prêt à arroser d’eau lustrale tout un cimetière d’Israélites ».
D'autres affaires d'enlèvements d'enfants ou de baptêmes forcés comme les affaires Sarah Linnerviel en 1860 ou Bluth-Mallet en 1861 impliquent Théodore Rastisbonne ou la Congrégation Notre-Dame de Sion,,,.
Pensant se disculper, il participe de l'antijudaïsme en écrivant le 11 mars 1861 aux sœurs de Sion : « Je crois devoir éclairer le Gouvernement sur les manœuvres des Juifs et des impies… ».

### Fin de vie
À sa mort en janvier 1884, il reçoit les derniers sacrements des mains de l'archevêque de Paris, Mgr Guibert, accompagnés de l'ultime bénédiction de Léon XIII.
À cette annonce, L’Univers israélite du 12 novembre rappelle que Théodore Ratisbonne « a fait maintes blessures dans ce demi-siècle ».
Il repose dans le parc de l'école Notre-Dame de Sion à Évry.

## Distinctions
- Chevalier de l'ordre de Saint-Sylvestre

## Œuvres
Ses principaux travaux sont les suivants :
- Essai sur l'éducation morale (1828)
- Histoire de saint Bernard et de son siècle (1841)
- Méditations de saint Bernard sur le présent et futur (1853)
- Le Manuel de la mère chrétienne (1860)
- Questions juives (1868)
- Nouveau Manuel des mères chrétiennes (1870)
- Le Pape (1870)
- Miettes évangéliques (1872)
- Réponse aux questions d'un israélite de notre temps (1878)
- Mes souvenirs, Sources de Sion, Presses monastiques, rééd. 1966